# 그랜드 차이나 항공
그랜드 차이나 항공(중국어: 大新华航空, 영어: Grand China Air)은 중화인민공화국의 지역 항공사로 중화인민공화국 톈진에 본부를 두고 있으며, 2007년에 설립되었다. 보유 항공기는 보잉 737만 3대를 보유하고 있다.

## 보유 기종
- 2013년 7월 기준으로 톈진 항공은 다음과 같은 기종을 보유하고 있으며 평균 기령은 3.4년이다.[5]